# Mníšek pod Brdy
Mníšek pod Brdy (jusqu'en 1960 : Mníšek ; en allemand : Mnischek) est une ville du district de Prague-Ouest, dans la région de Bohême-Centrale, en République tchèque. Sa population s'élevait à 6 334 habitants en 2024.

## Géographie
Mníšek pod Brdy se trouve à 7 km au nord de Dobřichovice et à 27 km au sud-ouest du centre de Prague.
La commune est limitée par Řevnice, Dobřichovice et Řitka au nord, par Líšnice et Čisovice à l'est, par Zahořany, Nová Ves pod Pleší et Voznice au sud, et par Kytín et Dobříš à l'ouest.

## Histoire
La première mention écrite de la localité date de 1348.

## Administration
La commune se compose de trois sections :
- Mníšek pod Brdy
- Rymáně
- Stříbrná Lhota

## Patrimoine
Le château de Mníšek est un bâtiment à quatre ailes surmontées de trois tours et entouré d'un parc. Il a été construit entre 1656 et 1672 pour Servatius Engel von Engelfluß sur le site de l'ancien bâtiment incendié par les Suédois en 1639. Dans la tour sud-ouest, se trouve la chapelle de Saint-Servais, avec une voûte étoilée. Le château a été ouvert au public en 2006.
L'entreprise de transport de personnes Martin Uher — dont le siège social se situe dans cette commune — préserve de nombreux anciens autocars, notamment des Škoda et des Karosa.

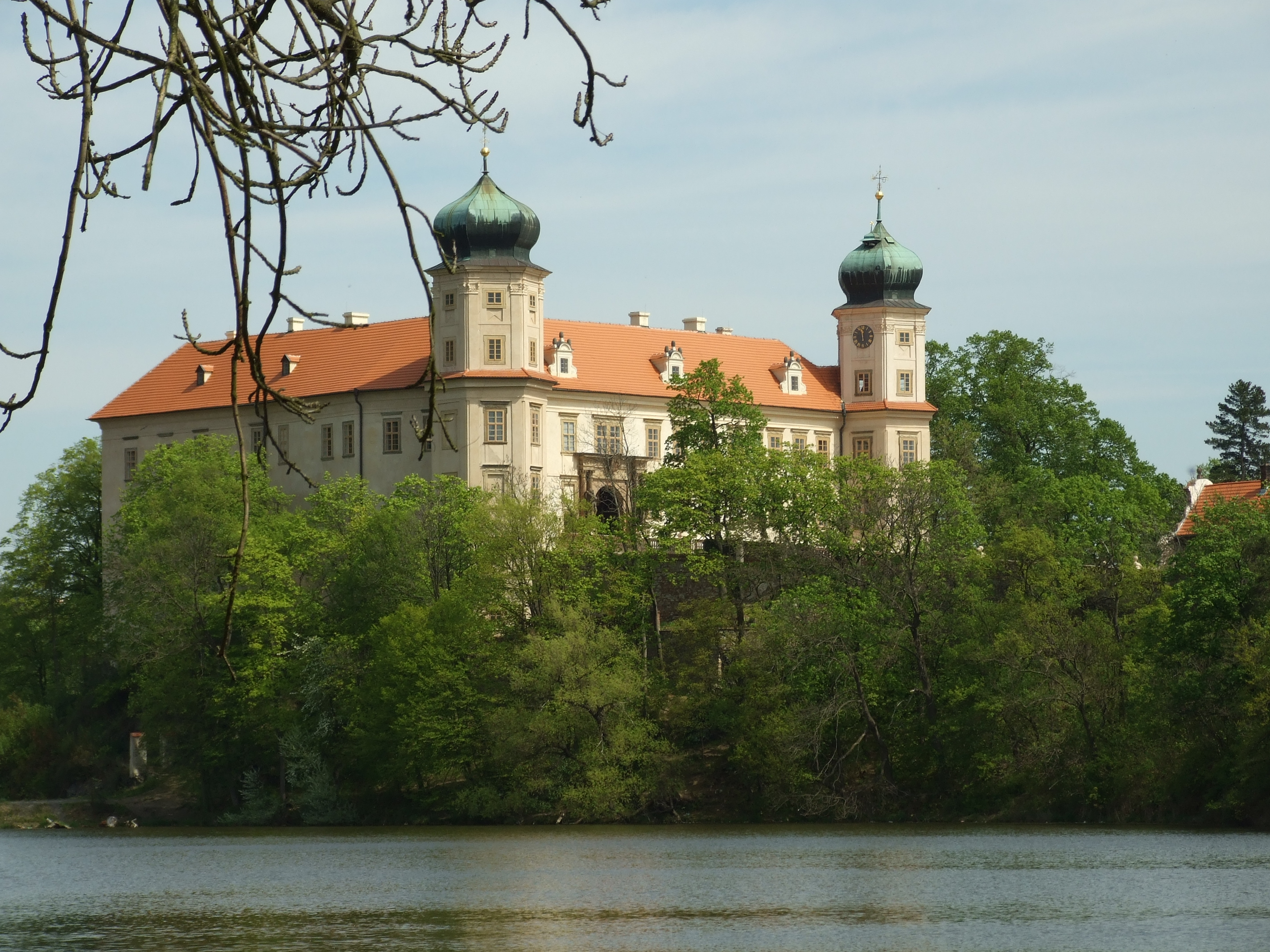
Château ; vue d'ensemble.
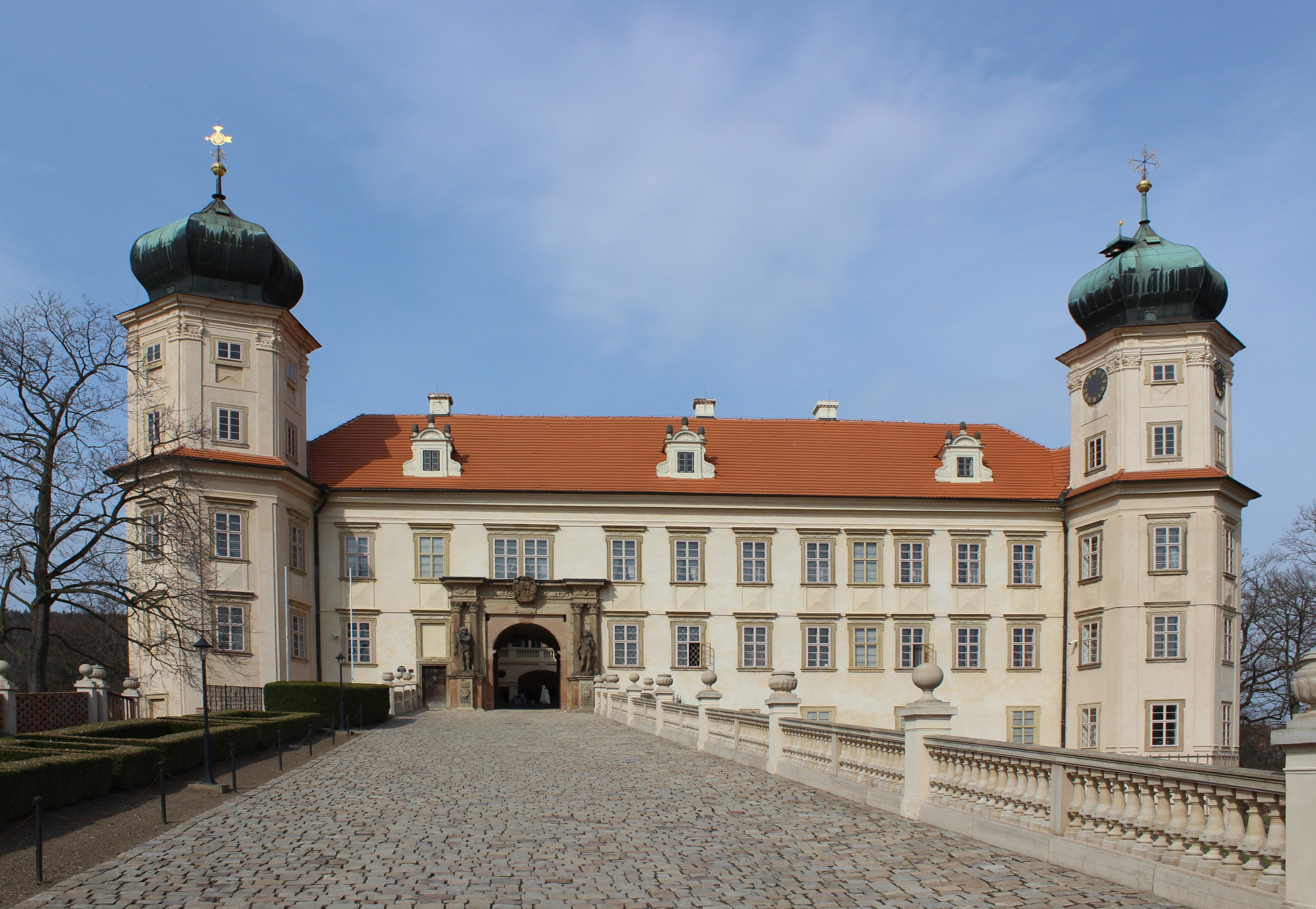
Château : la façade.

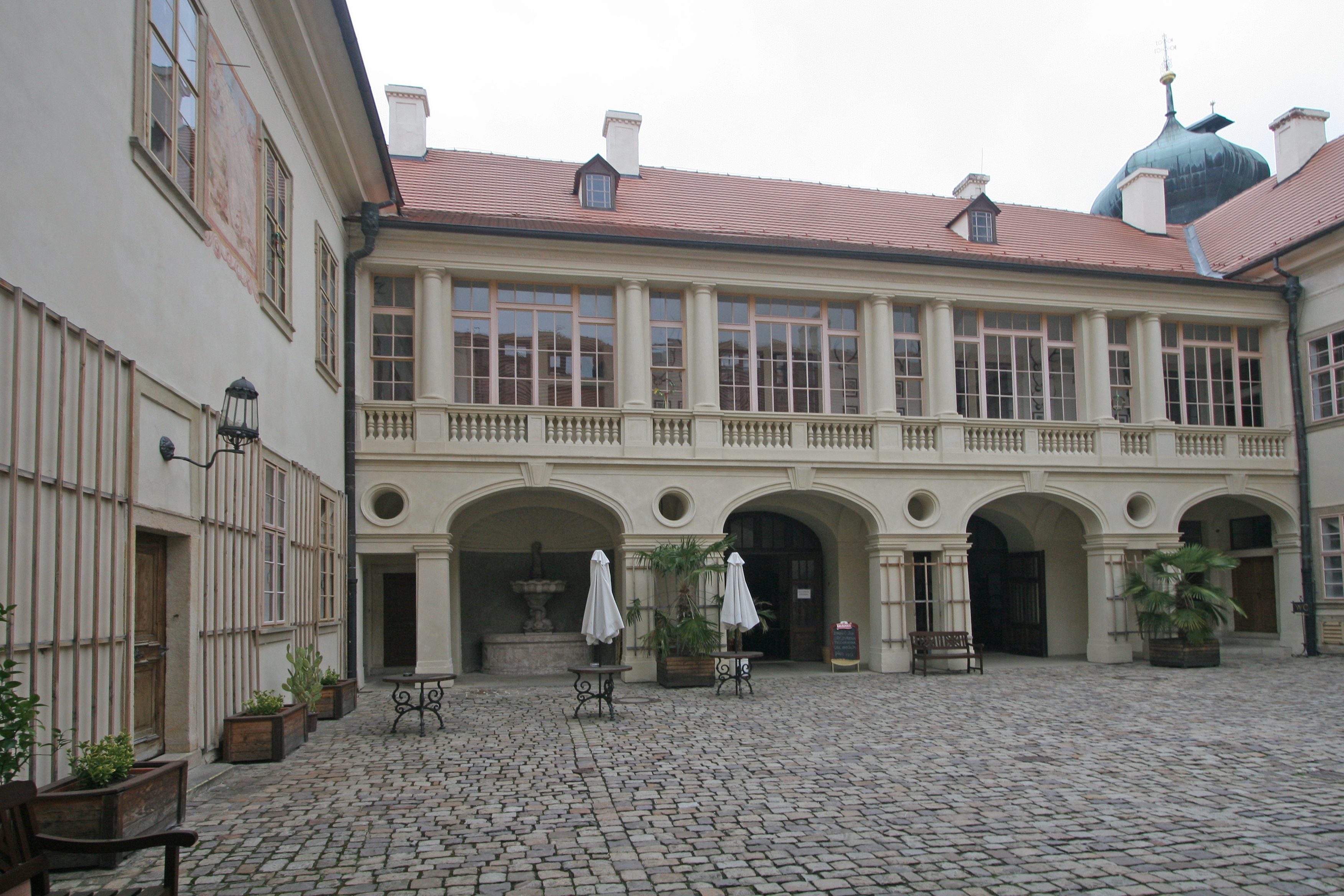
Château : cour intérieure.

## Personnalité
- Radko Sáblík (né en 1962) : professeur, écrivain, homme politique (maire-adjoint de la commune).

## Sport
Mníšek pod Brdy accueille chaque année un ultramarathon de 50 km de long, qui fait partie de la Coupe d'Europe des ultramarathons.